# Julie Arenholt
Julie Johanne Arenholt nacida Rosengreen (Frederiksbert, 10 de diciembre de 1873-Copenhague, 21 de julio de 1952) fue una ingeniera civil, activista en defensa de los derechos de las mujeres y política danesa. En 1910, se convirtió en la primera mujer en Dinamarca que trabajó como ingeniera de fábrica, inspeccionando las panaderías en Copenhague hasta que se retiró en 1939. Era miembro de la Sociedad Danesa de Mujeres, organización que presidió de 1918 a 1921. Fue reconocida a nivel internacional, impartiendo charlas en conferencias y trabajando en el comité central de la Alianza Internacional de Mujeres (1923–1929).

## Biografía
Nació el 10 de diciembre de 1873 en el distrito Frederiksberg de Copenhague, Julie Johanne Rosengreen era la hija de Harald Christian Rosengreen (1836-1907), un funcionario civil, y Rasmine Rasmussen (1840-1914).  Trabajó como profesora antes de ingresar a la Universidad Técnica de Dinamarca en 1896, siendo la primera ingeniera de fábrica de Dinamarca en 1901. 
Trabajó primero en el Teaching Institut y posteriormente en el laboratorio Detlefsen y Meyer. En 1910 obtuvo el puesto de inspectora de fábrica en la Dirección de Control Laboral y de Manufactura (Direktoratet para Arbejds- og Fabriktilsynet), donde era responsable de la comprobación de las panaderías y tiendas de bollería en el área de Copenhague.
En el ámbito político, despertó su interés sobre las condiciones económicas y sociales de las mujeres en 1907 siendo cofundadora de la asociación sufragista Landsforbundet for Kvinders Valgret  y editando su revista Kvindevalgret (Derecho de voto de las Mujeres) de 1908 a 1912. Cuando las mujeres lograron el derecho al voto en las elecciones municipales, en 1909 fue elegida como Representación Ciudadana en el Partido Liberal Social. Demostró su talento como oradora logrando más votos de los habituales para el Partido Liberal Social en Gentofte en 1918 cuando a las mujeres se les permitió por primera vez presentarse a las elecciones al parlamento, el Folketing.
En 1915, se incorporó a la Sociedad Danesa de Mujeres, presidiendo la organización de 1918 a 1921. Fue especialmente conocida tanto en Dinamarca como en el extranjero por su importante habilidad de liderazgo. Jugó un importante papel en los congresos del Movimiento Internacional de Mujeres, trabajando en el comité central de la Alianza Internacional de Mujeres de 1923 a 1929. En particular, luchó por la participación de las mujeres en las empresas.
Julie Arenholt murió en Copenhague el 21 de julio de 1952 y fue enterrada en el Cementerio Bispebjerg.

## Vida personal
En 1903,  se casó con el doctor Jørgen Arenhold (1876–1953).